# Ti-Blanc Richard
Ti-Blanc Richard, né Adalbert Richard (13 août 1920 - 22 février 1981), est un violoniste québécois. Interprète de musique traditionnelle québécoise et de country, il est reconnu en tant que l'un des violoneux les plus célèbres du Québec. Richard est également l'un des pionniers de la télévision québécoise, apparaissant à l'écran dès 1956 à la télévision. Il est le père de la chanteuse Michèle Richard.

## Radio
En 1937, il commence sa carrière artistique à la station radiophonique CHLT de Sherbrooke à l'émission Bonjour voisin.
En 1945, il anime une série d’émissions anglaises à la station anglophone CKTS de Sherbrooke qui diffusait jusqu’au Vermont.

## Carrière artistique
En 1940, il monte son premier groupe musical, Les Copains de l’Est, qui deviendra Ti-Blanc Richard et ses joyeux copains.
En 1950, il enregistre son premier disque 78 tours qui comprend Le reel du Mardi-Gras et Le reel des 4 as.
En 1955, il forme le groupe Ti-Blanc Richard et ses gais lurons.
En 1974, il participe au premier Festival des Cantons de Sherbrooke animé par Louis Bilodeau.
Il a pris sous son aile Jean-Denis «Ti-Gars» Plante (1938-), un excellent pianiste, violoniste et accordéoniste qui fut pianiste-accompagnateur à l'émission Soirée canadienne pendant sept ans.

## Télévision et cinéma
De 1956 à 1965, il anime l'émission Ti-Blanc Richard et ses gais lurons sur les ondes de CHLT-TV à Sherbrooke.
En 1971-1972, il coanime l’émission À la canadienne sur les ondes du réseau TVA aux côtés d’André Lejeune et Monsieur Pointu.
En 1976, il joue le rôle d’un violoneux dans le film Je suis loin de toi Mignonne du réalisateur Claude Fournier.
Le 23 juin 1977 à Paris, Ti-Blanc Richard participe à l'enregistrement du spécial télévisé Soirée canadienne du Québec à l'Olympia pour la Société Radio-Canada. Ce fut le plus grand honneur de sa carrière, car aucun autre folkloriste québécois n'avait donné une prestation à l'Olympia. Ce spectacle fut animé par Louis Bilodeau et présentait des membres du Festival des Cantons de la région de l'Estrie. La présence du chanteur Joe Dassin fut aussi remarquée. La diffusion eut lieu le 31 décembre 1978.